# Mönchaltorf
Mönchaltorf es una comuna suiza del cantón de Zúrich, situada en el distrito de Uster. Limita al norte con la comuna de Uster, al este y sureste con Gossau, al sur y suroeste con Egg, y al noroeste con Maur. Limita también con las comunas de Seegräben y Wetzikon gracias a su exclave.